# Hôtel Deco
Pour les articles homonymes, voir Déco.
L'hôtel Deco (en anglais : Hotel Deco) est un hôtel américain situé à Omaha, dans le Nebraska. Installé dans la Redick Tower, un bâtiment construit en 1930 et inscrit au Registre national des lieux historiques depuis le 21 juin 1984, cet établissement est membre des Historic Hotels of America depuis 2011.